# الدولة (فرع العدين)

تعديل مصدري - تعديل

الدولة محلة تابعة لقرية وادي الحصن، التابعة لعزلة العاقبة بمديرية فرع العدين إحدى مديريات محافظة إب في الجمهورية اليمنية، بلغ تعداد سكانها 196 حسب تعداد اليمن لعام 2004.